# АЕС Фуген

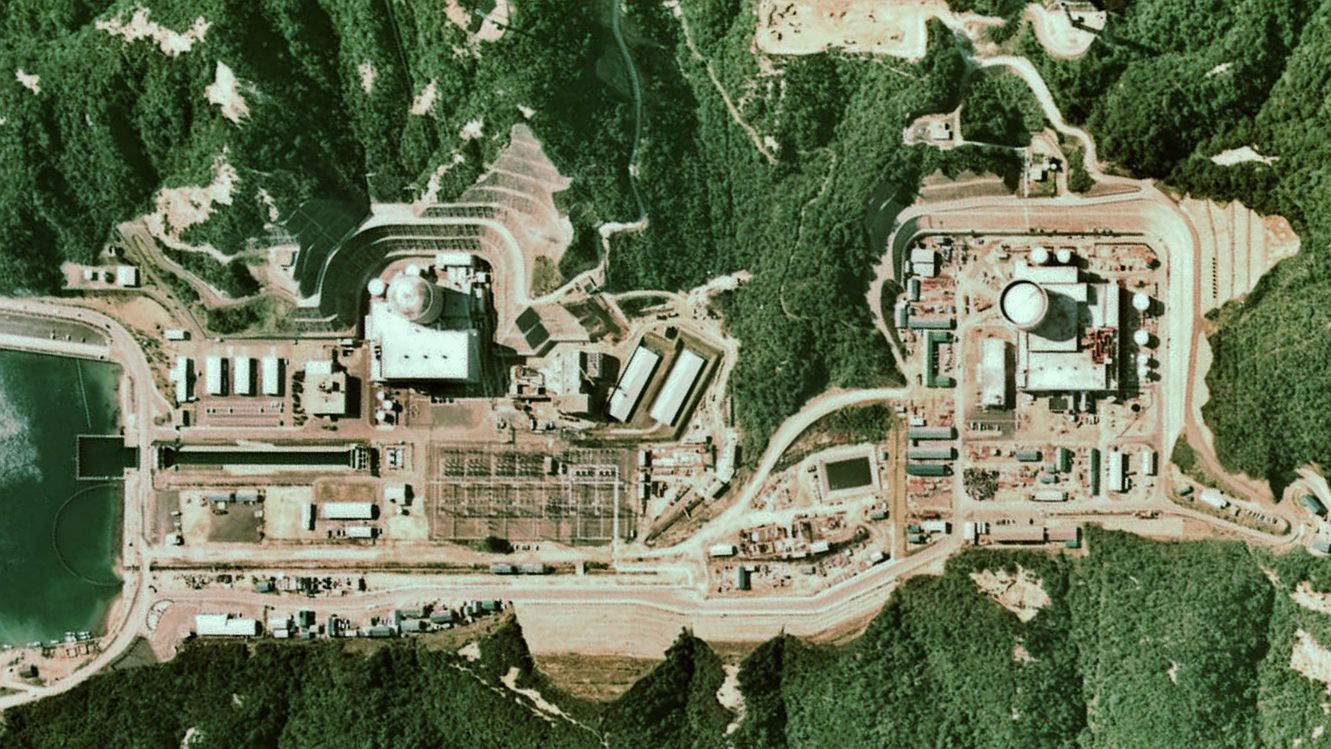
АЕС Цуруґа та АЕС Фуген разом на одному зображенні

Фуген (яп. ふげん, Fugen) — прототип японського ядерного випробувального реактора. Фуген був внутрішнім японським проектом для демонстрації Покращеного термального реактора. Це був реактор з важкою водою, охолоджуваний киплячою легкою водою. Реактор був запущений у 1979 році та зупинений у 2003 році. Станом на 2018 рік він знаходиться на стадії зняття з експлуатації. Він розташований у Міодзін-чоу, у місті Цуруґа, Фукуї. Назва «Фуген» походить від імені Фуген Босацу (Самантабхадра), буддійського божества.
Реактор був першим у світі, де використовувалася активна зона з повним МОКС-паливом. Він мав 772 збірки, найбільше в світі. Він отримав звання історичної пам'ятки від Американського ядерного товариства.
Конструкція кип’ятить звичайну воду, як реактор з киплячою водою (BWR), але використовує важку воду як сповільнювач, як у реакторі CANDU. Електрична потужність становила 165 МВт, а теплова – 557 МВт.
- Температура ядра: 300 °C
- Температура центральної лінії гранул: 2200 °C
- Час перетворення палива: 6 місяців

Станція розташована на території площею 267 694 м2 (66 акрів); Будівлі займають 7762 м2 (1,9 акра), а площа складає 46488 м2. На ній працювало 256 робітників.

## Аварії
- 14–16 квітня 1997: Про витік тритію відповідальні органи повідомили через 30 годин після події. Під час наступного розслідування було показано, що у нього вже було 11 подібних інцидентів. П'ять керівників тодішнього оператора (на той час Корпорації розвитку енергетичних реакторів і ядерного палива) подали у відставку.
- 8 квітня 2002: З несправної труби вийшло близько 200 кубометрів пари. Реактор був вимкнений.

Під час демонтажних робіт встановлено, що стіни з елементами керування не мають необхідної міцності у 25 із 34 точок.

## Зовнішні посилання
- Офіційний сайт
- Fugen Decommissioning Engineering Center
- Transcript of NHK TV special in Japanese NHK video